# Wapen van Haarlemmerliede

Het wapen van Spaarnwoude

Het wapen van Haarlemmerliede werd van 1 mei 1817 tot 8 september 1857 gebruikt door de Noord-Hollandse gemeente Haarlemmerliede. Daarna is de gemeente samengevoegd met Spaarnwoude tot de gemeente Haarlemmerliede en Spaarnwoude. Het wapen is niet bij de Hoge Raad van Adel geregistreerd. Het wapen was gelijk aan het wapen van Spaarnwoude, dat door de HRvA in 1817 aan die gemeente was bevestigd. Na de fusie voerde de nieuwe gemeente Haarlemmerliede en Spaarnwoude nog lange tijd wapen van Haarlemmerliede, totdat het vervangen werd door een nieuw wapen.

## Blazoenering
De blazoenering van het wapen luidde als volgt:
Van lazuur beladen met eenen klimmende leeuw van goud.
De heraldische kleuren in het wapen zijn lazuur (blauw) en goud (geel).

## Geschiedenis
Het wapen is afgeleid van dat van de voormalige heerlijkheid Haarlemmerliede, dat de leeuw in zilver voerde. Toen in 1817 Haarlemmerliede van Spaarnwoude werd afgesplitst, was hetzelfde wapen reeds voor laatstgenoemde gemeente aangevraagd. De herkomst van het wapen is onbekend. Mogelijk is er een verband met de heren van Spaarnwoude, die een zilveren leeuw op een blauw veld voerden, waarbij het veld bezaaid was met zilveren blokjes. Het huidige wapen van Haarlemmerliede en Spaarnwoude is direct van dat van de heren van Spaarnwoude afgeleid.

## Verwante wapens

Het eerste wapen van Haarlemmerliede en Spaarnwoude
Het huidige wapen van Haarlemmerliede en Spaarnwoude

Abbekerk
· Akersloot
· Andijk
· Ankeveen
· Anna Paulowna
· Assendelft
· Avenhorn
· Barsingerhorn
· Beemster
· Beets
· Bennebroek
· Berkenrode
· Berkhout
· Bijlmermeer
· Blokker
· Bovenkarspel
· Broek in Waterland
· Broek op Langedijk
· Buiksloot
· Bussum
· Callantsoog
· De Rijp
· Egmond
· Egmond aan Zee
· Egmond-Binnen
· Graft
·  Graft-De Rijp
· 's-Graveland
· Groet
· Grootebroek
· Grosthuizen
· Haarlemmerliede
· Haarlemmerliede en Spaarnwoude
· Harenkarspel
· Heerhugowaard
· Hensbroek
· Hoogkarspel
· Hoogwoud
· Ilpendam
· Jisp
· Kalslagen
· Katwoude
· Koedijk
· Koog aan de Zaan
· Kortenhoef
· Krommenie
· Kwadijk
· Langedijk
· Leimuiden
· Limmen
· Marken
· Middelie
· Midwoud
· Monnickendam
· Muiden
· Naarden
· Nederhorst den Berg
· Nibbixwoud
· Niedorp
· Nieuwe Niedorp
· Nieuwendam
· Nieuwer-Amstel
· Noord-Scharwoude
· Noorder-Koggenland
· Obdam
· Oosthuizen
· Opperdoes
· Oterleek
· Oude Niedorp
· Oudendijk
· Oudkarspel
· Oudorp
· Petten
· Ransdorp
· Schardam
· Scharwoude
· Schellingwoude
· Schellinkhout
· Schermer
· Schermerhorn
· Schoorl
· Schoten
· Sijbekarspel
· Sint Maarten
· Sint Pancras
· Sloten
· Spaarndam
· Spaarnwoude
· Spanbroek
· Twisk
· Urk
· Ursem
· Veenhuizen
· Venhuizen
· Warder
· Warmenhuizen
· Waverveen
· Weesp
· Weesperkarspel
· Wervershoof
· Wester-Koggenland
· Westwoud
· Westzaan
· Wieringen
· Wieringermeer
· Wieringerwaard
· Wijdenes
. Wijdewormer
. Wijk aan Zee en Duin
· Wimmenum
· Winkel
· Wognum
· Wormer
· Wormerveer
· Zaandam
· Zaandijk
· Zeevang
· Zijpe
· Zuid-Scharwoude
· Zuid- en Noord-Schermer
· Zwaag

Dorpswapens:
Hauwert
· Volendam
· Zwaagdijk-West